# Ferrovia Padova-Padova Interporto
La ferrovia Padova–Padova Interporto è una linea ferroviaria elettrificata, parzialmente a doppio binario e lunga quasi 4 km, che collega la stazione di Padova con quella di Padova Interporto. È interessata dal solo transito di treni merci con origine o destinazione l'Interporto di Padova.

## Storia

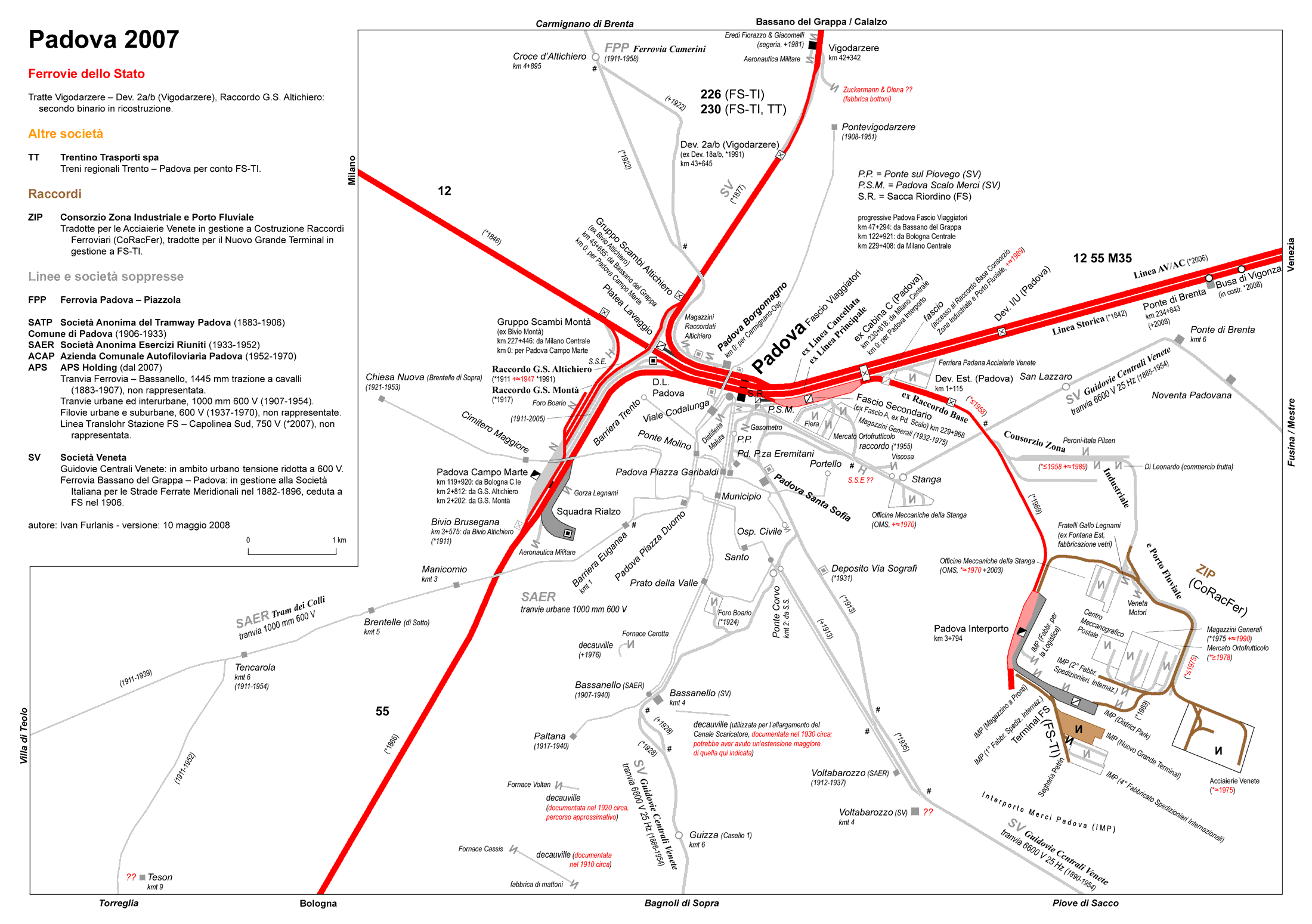
Mappa ferroviaria e tranviaria di Padova aggiornata al 2007.

La linea fu inaugurata assieme alla stazione di Padova Interporto il 9 maggio 1988, anche se i primi treni merci cominciarono ad impiegarla solo a partire dall'anno successivo. Il primo tratto fin poco oltre il cavalcavia di via Venezia esisteva già prima del 1958: faceva parte infatti del raccordo base Consorzio Zona Industriale e Porto Fluviale, una rete di raccordi al servizio di vari impianti industriali, che, al 2008, risulta parzialmente in servizio.

## Percorso
| Continuation backward |

| Unknown route-map component "dCONTgq" | Unknown route-map component "ABZg+lr" | Unknown route-map component "dCONTfq" |

| Station on track |

| Unknown route-map component "d" | Unknown route-map component "ABZgl" | Unknown route-map component "dCONTfq" |

| Unknown route-map component "uexdCONTgq" | Unknown route-map component "emKRZ" | Unknown route-map component "uexdCONTfq" |

| Unknown route-map component "d" | Unknown route-map component "eABZgl" | Unknown route-map component "exdCONTfq" |

| Small arched bridge over water |

| Small arched bridge over water |

| Unknown route-map component "d" | Unknown route-map component "eABZg+l" | Unknown route-map component "exdCONTfq" |

| Non-passenger station/depot on track |

| Non-passenger end station |